# Road to Nowhere (chanson de Talking Heads)
Pour les articles homonymes, voir Road to Nowhere.
Singles de Talking Heads
The Lady Don't Mind
(1985) And She Was
(1985)
Road to Nowhere est une chanson interprétée par le groupe de rock américain Talking Heads, écrite et composée par son chanteur David Byrne. Sortie en single en septembre 1985, elle est extraite de l'album Little Creatures. 
Aux États-Unis, elle atteint la 25e place dans le Mainstream Rock Tracks chart établi par Billboard et se classe dans le top 10 des ventes de singles de plusieurs pays.

## Clip
Le clip vidéo est coréalisé par David Byrne et Stephen R. Johnson (en). Ce dernier réutilisera plusieurs techniques d'effets visuels dans le clip illustrant la chanson Sledgehammer de Peter Gabriel en 1986.
Le clip est nommé trois fois aux MTV Video Music Awards en 1986: Vidéo de l'année, Meilleure vidéo-concept et Choix des télespectateurs. 

## Classements hebdomadaires
| Classements (1985)                        | Meilleure position |
| ----------------------------------------- | ------------------ |
| Afrique du Sud (Springbok Radio)          | 6                  |
| Allemagne (GfK Entertainment)             | 6                  |
| Australie (Kent Music Report)             | 16                 |
| Autriche (Ö3 Austria Top 40)              | 9                  |
| Belgique (Flandre Ultratop 50 Singles)    | 9                  |
| Canada (RPM 100 Singles)                  | 51                 |
| États-Unis (Mainstream Rock Tracks chart) | 25                 |
| Irlande (IRMA)                            | 6                  |
| Nouvelle-Zélande (RMNZ)                   | 5                  |
| Pays-Bas (Nederlandse Top 40)             | 8                  |
| Pays-Bas (Single Top 100)                 | 10                 |
| Royaume-Uni (UK Singles Chart)            | 6                  |
| Suisse (Schweizer Hitparade)              | 15                 |